# Охлябинин, Василий Фёдорович
Князь Василий Фёдорович Охлябинин — воевода у московского князя Василия III и царя Ивана IV. Рюрикович в XX колене, из князей Ярославских.
Из княжеского рода Охлябинины. Младший сын Фёдора Васильевича, по прозвищу "Охлябина" (Охляба), последнего удельного князя Ухорского (название от реки Ухра), сам удельных прав уже не имел. Одновременно с ним на московской службе был и его старший брат Охлябинин, Пётр Фёдорович.

## Служба Василию III
Принял участие в Казанско-русской войне 1505—1507 гг.. В 1506 году был вторым воеводой полка левой руки во Владимире в связи с подготовкой похода на Казань.
Во время Русско-литовской войны 1507—1508 гг. в 1507 году послан вторым воеводой Передового полка из Северской земли в Литву. Во время Русско-литовской войны 1512—1522 гг. в 1512 году второй воевода Передового полка, а в 1515 году первый воевода, в литовских походах.
В 1524 году второй воевода Сторожевого полка на берегу Оки для защиты от возможного нападения со стороны крымского ханства.

## Служба Ивану IV
Во время Русско-литовской войны 1534—1537 гг. в 1535 году ходил с передовым полком к Мстиславлю третьим воеводой, где выжег посады, разорил окрестности и возвратился с большими военными трофеями.
В 1537 году второй воевода войск левой руки во Владимире, откуда переведён в Муром. В 1540 году участвовал в отражении казанских татар от города. В этом же году при нашествии к Мурому казанских татар, второй воевода передового полка во Владимире, откуда послан в феврале 1541 года вторым воеводой к Шуе, и велено ему при сходе алексинских воевод с шуйскими, быть воеводой Передового полка. В этом году местничался с первым воеводой Ф. Воронцовым, а весной отправлен на Оку для защиты от крымских татар. В 1541 году второй воевода Передового полка на берегу Оки, в августе сражался вторым воеводой передового полка против войск крымского хана Сахиб Гирея, которого выгнал из пределов московского государства. В июне 1543 года — второй воевода полка правой руки в Коломне. В марте 1544 года участвовал в Казанском походе по реке Ока, первым воеводой третьего Передового полка, по возвращении из похода назначен вторым воеводой передового полка в Коломне.

## Семья
Имел 6 сыновей, которые также были на московской службе:
- Охлябинин, Фёдор Васильевич Лытай — рында со вторым государевым саадаком в полоцком походе (1544), бездетный.
- Охлябинин, Пётр Васильевич — рында с меньшим государевым копьём и с сулицей в полоцком походе (1544).
- Охлябинин, Иван Васильевич — голова в государевом полку (1551), близ Орши взят в плен литовцами (1564), должен был представить за себя поручителей в неизменной службе Ивану Грозному (1565), второй воевода Сторожевого полка опричнины (1571).
- Охлябинин, Дмитрий Васильевич — воевода войск левой руки в Коломне по "нагайским вестям" (1579), убит крымскими татарами во время похода из Пронска.
- Охлябинин, Фёдор Васильевич Меньшой — рында со вторым государевым саадаком в полоцком походе (1551), бездетный.
- Охлябинин, Роман Васильевич — воевода и дворянин во время приёма австрийского посла (1597).